# 1997年ポーランド議会選挙
1997年ポーランド議会選挙（1997ねんポーランドぎかいせんきょ）は、ポーランド共和国の立法府であるセイム（下院）とセナト（上院）の議員を選出するために1997年9月27日に行われた第3共和制下のポーランドにおける選挙である。

## 基礎データ
- 大統領：アレクサンデル・クファシニェフスキ（民主左翼連合） - 1995年11月の大統領選挙で当選した。
- 首相：ヴウォジミェシュ・チモシェヴィチ（民主左翼連合）
- 議会の定数
  - セイム：460議席
    - 選挙区：391議席（52選挙区）
    - 全国区：69議席（49選挙区）

  - セナト：100議席
- 選挙制度
  - セイム：比例代表制

選挙区は非拘束名簿式、全国区は拘束名簿式となっており、選挙区で7%以上を得た政党に優先配分。選挙区、全国区、共にドント式で議席配分される。全国集計得票で5%以上（政党連合は8%）以上を得ることができない政党には、議席配分されない。ただし、少数民族政党と認定された場合は、議席阻止条項の適用は除外される。
- - セナト：大選挙区制

有権者は1名を単記投票する。上位から定数分が当選。
- 選挙権：満18歳以上のポーランド国民
- 被選挙権
  - セイム：満21歳以上のポーランド国民
  - セナト：満30歳以上のポーランド国民

## 選挙結果
- 登録有権者数：28,409,054名
- 投票率
  - セイム：47.93％
  - セナト：47.92％
- 投票者数
  - セイム：13,616,378名
  - セナト：13,614,101名
- 有効票数
  - セイム：13,088,231票
  - セナト：13,317,952票

| 党派 | 党派                                            | 得票数    | 得票率 | 議席数 | 議席率 |
| ---- | ----------------------------------------------- | --------- | ------ | ------ | ------ |
| ■    | 「連帯」選挙行動（AWS）                         | 4,427,373 | 33.83  | 201    | 43.70  |
| ■    | 民主左翼連合（SLD）                             | 3,551,224 | 27.13  | 164    | 35.65  |
| ■    | 自由連合（UW）                                  | 1,749,518 | 13.37  | 60     | 13.04  |
| ■    | ポーランド農民党（PSL）                         | 956,184   | 7.31   | 27     | 5.87   |
| ■    | ポーランド再生運動（ROP）                       | 727,072   | 5.56   | 6      | 1.30   |
| ■    | シロレンスク・オポレ ドイツ社会文化協会（MNSO） | 51,027    | 0.39   | 2      | 0.43   |
| 合計 | 合計                                            | 合計      | 合計   | 460    | 100.00 |

| 党派 | 党派                      | 議席 | 議席率 |
| ---- | ------------------------- | ---- | ------ |
| ■    | 「連帯」選挙行動（AWS）   | 51   | 51.00  |
| ■    | 民主左翼連合（SLD）       | 28   | 28.00  |
| ■    | 自由連合（UW）            | 8    | 8.00   |
| ■    | ポーランド再生運動（ROP） | 5    | 5.00   |
| ■    | ポーランド農民党（PSL）   | 3    | 3.00   |
|      | 諸派                      | 5    | 5.00   |
| 合計 | 合計                      | 100  | 100.00 |